# Lotus cytisoides
Espèce
Lotus cytisoides, le Lotier faux cytise, est une espèce de plantes à fleurs de la famille des Fabaceae.

## Habitats
La plante pousse sur les falaises du littoral méditerranéen.